# 红翅红萤属
红翅红萤属（学名：Xylobanellus）是红萤科下的一个属。

## 下属物种
本属包括以下物种：
- 黑胸红翅红萤 Xylobanellus erythropterus (Baudi, 1871)